# Железнодорожная линия Улак — Эльга
Железнодоро́жная ли́ния Улак — Эльга — подъездной железнодорожный путь к крупнейшему в России Эльгинскому месторождению коксующегося угля.
Строительство было начато в 2000—2002 годах Министерством путей сообщения. А после продажи в 2007 году построенного участка, строительство было продолжено в 2008—2012 годах «Металлургшахтспецстроем» и «Трансстроем» в интересах компании «Мечел».
Дорога длиной 360 км берёт начало на БАМе, от станции Улак Дальневосточной железной дороги.
Планами на 2010 год предусматривалось оборудование на железнодорожном пути 4 станций (Верхний Улак, А, Б, Эльга) и 13 разъездов

## История строительства
30 сентября 2000 года МПС начало строительство 315-километровой трассы Улак (Зейское водохранилище) — Эльгинское угольное месторождение Административным центром как и у БАМа стала — Тында Базой для строительства — новая станция Верхний Улак,  открытая в ноябре 2001 года Строительство велось в рамках федеральной «Программы хозяйственного освоения и развития зоны БАМа на 1998—2005 годы»
10 января 2002 года из-за роста расходов по смете с $1 млрд до $4 млрд и решения правительства о сокращении инвестиционной программы МПС с 161 до 93 млрд рублей стройка была остановлена Было построено около 60 км путей, 30 мостов и 120 километров притрассовой автодороги.

### Возобновление
Строительство возобновилось в феврале 2008 года, после приобретения в октябре 2007 года компанией «Мечел» 68,8 % акций ОАО «Эльгауголь»
В частности РЖД от сделки в результате продажи принадлежавших ему 29,5 % акций и объекта незавершённого строительства получила $450 млн. При этом затраты МПС в 1998—2000 годах превышали $300 млн
Первоначальным проектом предусматривалось строительство двух тоннелей, возведение 30 крупных и 150 малых железнодорожных мостов Но руководство «Мечел» отвергло этот проект, поставив задачу: обойтись без тоннелей, и сократить до минимума количество мостов Разработка нового проекта велась одновременно со строительством временной автодороги и восстановлением железнодорожного полотна
К августу 2008 года было восстановлено 80 км автомобильной трассы Кроме того, из различных точек трассы суммарно было выполнено 93 километра автодороги Сквозной проезд был обеспечен до 184 километра и велась отсыпка полотна с 217 по 256 километр На всем протяжении автотрассы было уложено 64 водопропускные трубы и завершалось строительство 27 автомобильных мостов Также было восстановлено 59 километров железной дороги. И от 60-й километровой отметки проложено 26 км земельного полотна для главного пути В строительстве было задействовано 745 единиц дорожно-строительной техники и 1600 человек Всего в первый год после возобновления строительства было освоено 7 млрд из общей сметы 45 млрд руб
Выполненный объём работ на апрель 2009 года:
- ранее построенные (до контракта с Инжтрансстроем) 60 км трассы восстановлены, пути забалластированы, восстановлены мосты. Отремонтирована и восстановлена притрассовая автодорога протяженностью 120 км;
- построено 165 км новой притрассовой автодороги с тремя капитальными и тремя временными мостами,;
- уложено 10 км верхнешпальной решетки;
- построено 2 железнодорожных моста;
- в стадии строительства 4 железнодорожных моста и 1 автомобильный мост;
- на протяженности 103 км отсыпано земляное полотно с готовностью 70-80 %.

К маю 2009 года  рабочее движение было открыто до 60 км, готовность участков — от Улака до 185 км составляла 90 %, от 218 км до 286 км — 80 %, на среднем участке велась отсыпка Завершение строительства планировалось на конец 2010 года, но из-за проблем с финансированием, строительство было частично остановлено в апреле 2009 года К этому времени долг «Мечела» перед генподрядчиком достиг 2,6 млрд рублей К июню 2009 года были остановлены практически все работы, а долг достиг 4 млрд рублей
Тысячи работающих остались без средств к существованию, были случаи самоубийств среди директоров, которые увязли в кредитах Средства на продолжение строительства были получены за счёт размещения облигаций «Мечел» в государственных банках на сумму 10 млрд рублей

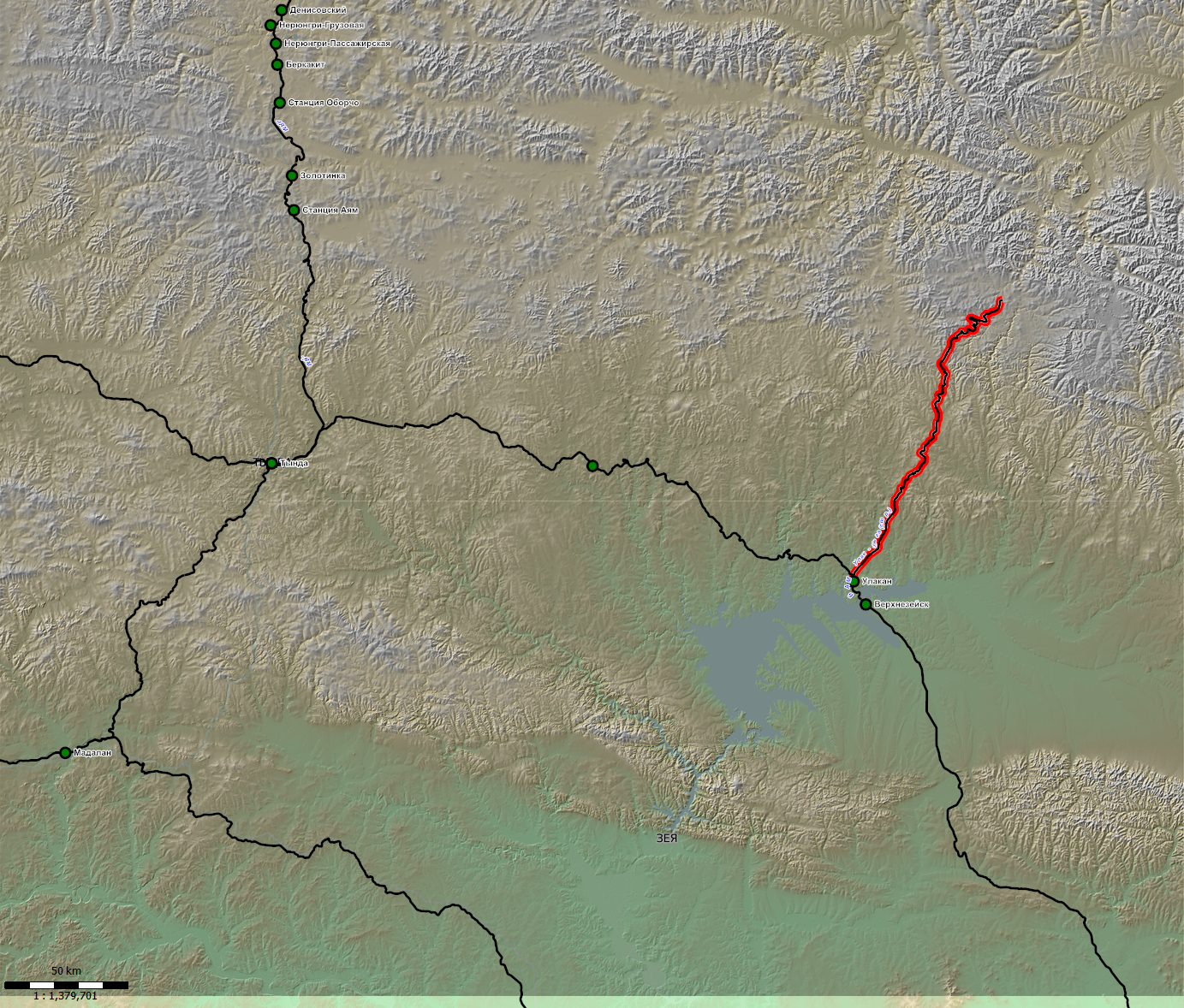
Местонахождение линии

В 2010 году были погашены долги перед подрядчиками и началось сооружение трассы через Становой хребет  вдоль реки Алгамы Общая сметная стоимость дороги на январь 2010 года оценивалась в 45 млрд рублей В результате конфликта в конце 2009 года произошла смена генподрядчика, вместо «Трансстрой» «Мечел» привлёк к строительству свою дочернюю структуру — ЗАО «Металлургшахтспецстрой» «Трансстрой» остался в проекте и достраивал автомобильную дорогу, работы на которой были завершены во II квартале 2010 года
В июле 2011 года ЗАО «Металлургшахтспецстрой» приобрело в лизинг 36 комплексов специальной дорожно-строительной техники Volvo, в том числе сочленённые самосвалы  серии A40E, тяжёлые гусеничные экскаваторы  серий 360 и 460, а также специальный трактор-тягач, изготовленный на базе сочленённого самосвала Volvo A30E
В начале сентября 2011 года был сдан в эксплуатацию отрезок железнодорожного пути с 1 по 209 км, где построена перевалочная станция. Уголь, добыча которого на Эльге начата в августе 2011 года, подвозится к месту перегрузки автомобильным транспортом (самосвалами).
В середине января 2012 года поступили сведения о том, что прокладка железнодорожного пути до Эльгинского угольного месторождения полностью закончена. Открыто сквозное железнодорожное сообщение от станции Улак Байкало-Амурской магистрали до Эльгинского месторождения. Объём потребовавшихся для прокладки железнодорожного полотна инвестиций составил порядка 40 млрд рублей (1,25 млрд долларов). В процессе строительства был уложен 321 километр железнодорожного полотна и возведены 76 мостов. Всего в 2008—2011 годах к строительству были привлечены 70 подрядных организаций
После небольшого участка БАМа и дороги Беркакит—Томмот—Якутск ветка Улак — Эльга стала третьей железнодорожной нитью на территории Якутии

### Завершение строительства
Всего на трассе Улак—Эльга проектом было запланировано возведение 76 мостов. Но в связи с тем, что на их строительство требовалось достаточно большое количество времени и средств, то на участках, где мосты ещё не были достроены, возводились временные обходы. Это позволило выиграть время и обеспечить в декабре 2011 года сквозной проезд до разъезда 209 км. По мере завершения строительства искусственных сооружений обходы будут демонтироваться, а железнодорожное полотно укладываться по постоянным мостам, позволяя тем самым увеличивать скорость поездов на этих участках
В мае 2012 года было завершено строительство двух мостов. Один из них — через ручей Ломака, на 266 км трассы, построен специалистами ЗАО «Уралмостострой». На его возведение потребовалось 8 месяцев. Его протяжённость составляет 94,5 метра, высота — 15 метров. Другой — через реку Ундытын, построен на 285 км. На его возведение специалистам ООО «Мостостроительная компания-10» понадобилось 9 месяцев. Мост состоит из четырёх пролётов. Его протяжённость составляет 231,5 метра, высота — 40 метров
На лето 2012 года планировалось завершение строительства мостов и передача их под укладку верхнего строения пути: через реку Бомнак на 60 км и 62 км, через реку Эюмкан на 133 км, через реку Большая Чапа на 150 км. Ввод в эксплуатацию данных искусственных сооружений позволит ликвидировать временные обходы этих мостов
В 2012—2013 годах возникли сложности по оплате строительства шести мостов построенных компанией ОАО «Дальмостострой». В результате в 2013 году к ЗАО «Металлургшахтспецстрой» и ОАО «Якутуголь» был подан иск о взыскании долга, процентов по кредитам и неустоек на сумму 907 млн рублей
В 2014 году общая стоимость работ для достижения пропускной способности в 12,5 млн тонн угля  оценивалась в дополнительные $800 млн В соответствии со свидетельством о государственной регистрации права собственности, степень готовности железнодорожного пути до Эльгинского месторождения составляла 91 %
Одновременно с вводом летом-осенью 2021 года первой очереди строящегося горно-обогатительного комбината компания «А-Проперти» планирует увеличить провозную способность 340-километровой промветки от Эльги до станции Улак ДВЖД в два раза — до 24 млн тонн в год.
В конце 2022 года компания ООО «Эльгауголь» объявила о завершении модернизации железнодорожной линии Эльга — Улак. Строительство и централизация разъездов по пути следования увеличило пропускную способность железной дороги с 4 до 30 млн тонн грузов в год. После модернизации общая протяженность перегона составляет 360 км, в том числе 20 км соединяют станцию Эльга с обогатительным комплексом «Эльгинский».

## ЛЭП
Для повышения пропускной способности до 25 млн тонн угля в год предусматривается электрификация дороги. При этом строительство ЛЭП 220 кВ для внешнего электроснабжения Эльгинского угольного комплекса планируется вдоль железной дороги. Протяжённость ЛЭП составит 268 км
В качестве основного поставщика электроэнергии рассматривается Зейская ГЭС. Начальной точкой планируется ПС 220 кВ «Призейская» Амурской энергосистемы
На железнодорожных станциях А и Б планируется строительство понижающих подстанций 220/35/10 кВ закрытого типа Располагаться они будут в 80 и 190 км от подстанции «Призейская»
На конечной точке — ПС 220 кВ «Эльгауголь» планируется установка реактивных компенсаторов общей мощностью 100 Мвар
Мощность подстанции «Эльгауголь» составит 125 МВт, подстанций А и Б — 20 МВт

## Эксплуатация

Схема линии

Согласно проекту железная дорога относится ко второй категории, двухполосная автомобильная — к четвёртой категории
В 2010 году притрассовая дорога была использована для доставки спецтехники, предназначенной для освоения Эльгинского месторождения Доставка осуществлялась несколькими колоннами, вскрышные работы начались летом 2010 года
По состоянию на январь 2012 года, когда было уложено золотое звено на станции Эльга, рабочее движение поездов было открыто до разъезда 209 км До разъезда доставка осуществлялась 30-тонными самосвалами Scania Р380 Из-за того, что ветка не отвечала нормам безопасности, на ней регулярно происходили сходы вагонов с углём Всего в 2011 году было добыто 200 тыс. тонн угля При этом часть добытого угля складировалась на месторождении
Уголь планируется использовать на российских предприятиях, а также, на первом этапе, отправлять на экспорт через порт Посьет. Затем экспортные поставки планируется осуществлять через угольный терминал «Дальтрансуголь» в порту Ванино.
С февраля по сентябрь 2012 года осуществлялись только пробные поставки угля на котельные, расположенные в зоне БАМа и Нерюнгринскую ГРЭС. Так, в сентябре после двухмесячного перерыва были поставлены только 45 вагонов с углём При этом основные маневровые работы по-прежнему выполнялись не на узловой станции Улак, а на соседней станции Верхнезейск
К февралю 2013 года объём добычи со времени начала освоения месторождения составил 400 тыс. тонн угля
За первые 8 месяцев 2013 года по станции Верхнезейск было отгружено 92,7 тысячи тонн продукции, тогда как за аналогичный период 2012 года объём отправок составил 20,3 тысячи тонн
За первые 6 месяцев 2016 года добыча угля превысила 2 млн тонн, это на 8 % больше аналогичного периода 2015 года.
В августе 2017 года был проведён эксперимент по использованию паровозной тяги. Два локомотива были арендованы у ОАО «РЖД», котлы топились добытым на Эльге углём. Просчитав все удельные затраты, компания отказалась эксплуатировать паровозную тягу. Основная причина — это невозможность использования собственного угля. Поскольку эльгинский уголь по своим свойствам относится к энергетическим, тем не менее он является окисленным коксующимся углём и обладает более высокой спекаемостью. Использование местного угля в паровозной топке приводило к закоксовыванию систем паровоза.

## Происшествия
31 декабря 2012 года на 142-м километре пути сошли с рельсов и опрокинулись локомотив и два порожних вагона. Один человек погиб
17 июля 2021 года на 51-м километре линии произошло лобовое столкновение двух поездов, в результате которого четыре человека погибли, а ещё трое пострадавших были доставлены в больницу. В ликвидации аварии был задействован восстановительный поезд ОАО «РЖД». Тындинским следственным отделом на транспорте было возбуждено уголовное дело по факту столкновения грузовых поездов по признакам преступления, предусмотренного частью 3 статьи 263 УК РФ «Нарушение правил безопасности движения и эксплуатации железнодорожного транспорта, повлекшее по неосторожности смерть двух лиц».

## Перспективы
В 2008 году генеральный директор управляющей компании «Мечел» Владимир Полин так прокомментировал возобновление строительства:
Данный регион очень богат ресурсами - кроме угля, здесь есть еще масса других полезных ископаемых. Мы будем строить в этом регионе собственную и единственную железную дорогу в район месторождения. Чтобы полностью сохранить за собой собственность, мы не планируем привлекать партнеров. Теоретически лицензии на другие возможные эльгинские месторождения будут открыты для приобретения всем участникам рынка.
В 2012 году компания «Мечел» получила лицензию на разработку Сутамской железорудной площади, находящейся в 50 км западнее дороги Улак — Эльга Это может дать дополнительный стимул для развития дороги
В 2012—2014 годах ожидалась лизинговая поставка 18 новых магистральных односекционных восьмиосных тепловозов ТЭ8 В марте 2012 года состоялась эскизная презентация нового локомотива Поставка первых трех ТЭ8 запланирована в четвёртом квартале 2012 года
Для развития добычи и переработки необходимо создание постоянного поселка Эльга, в этом случае на доведение до нормативных требований участка технологической автодороги «Улак — Эльга» потребуется около 12,5 млрд рублей
В 2014 году из-за необходимости погашения ОАО «Мечел» задолженности перед кредиторами в размере $9 млрд в правительстве стал обсуждаться вопрос о продаже дороги ОАО «РЖД» за 50-70 млрд рублей Однако государственные банки отказались кредитовать покупку при оценке по затратному методу

## Продление линии до мыса Манорский
В 2022 году началось строительство нового участка данной железнодорожной линии — от Эльгинского месторождения до мыса Манорский на берегу Охотского моря. У мыса Манорский будет построен морской порт. 31 октября 2024 года был проведен первый сквозной грузовой состав на припортовую станцию выгрузки порта Эльга, официальное завершение строительства железнодорожной ветки ожидается в 2025 году.